# بيانكا ستيوارت
بيانكا ستيوارت (بالإنجليزية: Bianca Stuart) هي منافسة ألعاب القوى باهاماسية، ولدت في 17 مايو 1988 في ناساو في باهاماس.

## وصلات خارجية
- بيانكا ستيوارت على موقع الاتحاد الدولي لألعاب القوى (الإنجليزية)
- بيانكا ستيوارت على موقع الدوري الماسي (الإنجليزية)
- بيانكا ستيوارت على موقع اللجنة الأولمبية الدولية (الإنجليزية)
- بيانكا ستيوارت على موقع أوليمبيديا (الإنجليزية)
- بيانكا ستيوارت على موقع اتحاد ألعاب الكومنولث (مؤرشف) (الإنجليزية)